# Vincent De Haître
Vincent De Haître (Ottawa, 16 de junio de 1994) es un deportista canadiense que compitió en patinaje de velocidad sobre hielo y en ciclismo en pista.
Ganó una medalla de plata en el Campeonato Mundial de Patinaje de Velocidad sobre Hielo en Distancia Individual de 2017, en la prueba de 1000 m.
Participó en tres Juegos Olímpicos, como patinador de velocidad en dos ediciones de invierno (Sochi 2014 y Pyeongchang 2018), y como ciclista en Tokio 2020, ocupando el quinto lugar en la prueba de persecución por equipos.

## Palmarés internacional
| Campeonato Mundial en Distancia Individual | Campeonato Mundial en Distancia Individual | Campeonato Mundial en Distancia Individual | Campeonato Mundial en Distancia Individual |
| Año                                        | Lugar                                      | Medalla                                    | Prueba                                     |
| ------------------------------------------ | ------------------------------------------ | ------------------------------------------ | ------------------------------------------ |
| 2017                                       | Gangneung (Corea del Sur)                  | Medalla de plata                           | 1000 m                                     |